# Zena Cardman
Zena Maria Cardman (Urbana, 26 ottobre 1987) è un'astronauta statunitense.
È assegnata alla missione di lunga durata SpaceX Crew-11 con il ruolo di comandante, durante la quale prenderà parte alle Expedition 73/74 a bordo della Stazione spaziale internazionale. Il lancio è previsto per il 31 luglio 2025 dal Kennedy Space Center.

## Biografia

### Istruzione
Ha conseguito una laurea in biologia e un master in scienze marine all’Università del Nord Carolina, Chapel Hill. Le sue ricerche si son concentrate sui microrganismi in ambienti sotto la superficie, tra cui le grotte e negli strati più profondi del mare. Cardman durante i suoi studi ha svolto ricerche sull’ecologia microbica nelle sorgenti idrotermali, nell’Artide e in territori colpiti dai disastri petroliferi nel Golfo del Messico. Ha lavorato nel gruppo di ricerca ecologica nella Palmer Station in Antartide e per un progetto di ricerca al Lago Pavilion nel Columbia Britannica nelle missioni analoghe NASA tra il 2008 e il 2015. Prima di iniziare il master ha navigato con la Sea Education Association come  assistente ingegnere a bordo di una nave d'alto bordo. Tra il 2016 e il 2017 ha fatto parte del team delle missioni analoghe NASA BASALT svolte nell’Idaho e nelle Hawaii. Al momento della selezione come astronauta era una ricercatrice dottoranda della National Science Foundation presso la Pennsylvania State University, dove ha studiato il ciclo dell'azoto e dello zolfo nei biofilm chemiosintetici.

### Carriera alla NASA
È stata selezionata nel Gruppo 22 degli astronauti NASA il 7 giugno 2017. Ad agosto 2017 ha preso servizio al Johnson Space Center della NASA per iniziare l'addestramento base come candidata astronauta che è durato due anni e cinque mesi, fino a gennaio 2020.  Da quel momento in poi ha lavorato per l'Ufficio astronauti della NASA, in attesa di essere assegnata a una missione spaziale.

L'equipaggio originario della Crew-9

Nel gennaio 2024 venne ufficializzata la sua assegnazione alla missione di lunga durata SpaceX Crew-9 (Expedition 72), a cui prenderà parte con il ruolo di comandante del veicolo Crew Dragon.  Il lancio inizialmente pianificato per il 18 agosto 2024 venne rinviato al 24 settembre 2024 per dar tempo alla NASA di prendere una decisione sul ritorno sulla Terra della Boe-CFT di Boeing. Il 24 agosto 2024 la NASA decise di far rientrare la Starliner Calypso senza equipaggio e di trasferire i suoi due membri dell'equipaggio (Barry Wilmore e Sunita Williams) sulla Crew-9. Per permettere il ritorno di Wilmore e Williams, al lancio dovevano esserci a bordo due soli astronauti; il 30 agosto 2024 la NASA prese la decisione di rimuovere Cardman e Stephanie Wilson dall'equipaggio. Il cosmonauta Aleksandr Gorbunov venne scelto al fine di rispettare gli accordi presi con Roscosmos di avere un cosmonauta nei veicoli statunitensi (e un astronauta nei veicoli russi) mentre il ruolo di comandante poteva essere ricoperto da Cardman o da Nick Hague che fino a quel momento ricopriva il ruolo di pilota; la decisione di sostituire Zardman con Hague venne presa dal Capo dell'Ufficio astronauti della NASA Joe Acaba, considerando la mancanza di esperienze precedenti nel volo spaziale sia di Cardman sia di Gorbunov.

#### SpaceX Crew-11 (Expedition 73/74)
Il 27 marzo 2025 venne assegnata alla missione SpaceX Crew-11 con il ruolo di comandante, la cui partenza era prevista per luglio 2025. Durante la missione prenderà parte alla missione lunga durata Expedition 73/74 a bordo della ISS; la durata tipica è di sei mesi ma potrebbe essere estesa a otto mesi per organizzarsi con il piano di volo delle Sojuz.

## Vita privata
Cardman è nata a Urbana nell'Illinois ma è cresciuta a Williamsburg nel Virginia. È fidanzata con Miles Saunders e nel tempo libero le piace andare in canoa, fare speleologia, allevare galline e volare con gli alianti.